# Милорад Корач
Милорад Корач (серб. Milorad Korać, нар. 10 березня 1969, Пожега) — югославський футболіст, що грав на позиції воротаря за низку сербських і турецьких клубних команд. Був гравцем національної збірної Югославії.

## Клубна кар'єра
У дорослому футболі дебютував 1988 року виступами за команду «Слобода» (Ужице), в якій провів шість сезонів, взявши участь у 141 матчі чемпіонату.  Більшість часу, проведеного у складі ужицької «Слободи», був основним голкіпером команди.
Згодом з 1994 по 2000 рік грав у за клуби «Бечей» і «Обилич».
Початок 2000-х провів у Туреччині, де два сезони захищав ворота «Ерзурумспора», а згодом протягом сезону виступав за «Коджаеліспор».
Сезон 2003/04 грав на батьківщині за «Хайдук» (Белград), а завершував професійну ігрову кар'єру в Азербайджані у клубі «Хазар-Ланкаран», за команду якого виступав протягом 2004—2006 років.

## Виступи за збірну
2000 року провів одну гру у складі національної збірної Югославії. Того ж року був у її заявці на чемпіонат Європи у Бельгії та Нідерландах, де, утім, був лише одним з дублерів Івиці Краля і на поле не виходив.